# Hrvoje Perinčić
Hrvoje Perinčić né le 24 janvier 1978 à Zadar, en république socialiste de Croatie, est un joueur de basket-ball croate. Il évolue au poste d'ailier.

## Palmarès
- Champion de France en 2005
- Vainqueur de la Coupe de Croatie 1998, 2000, 2003
- Vainqueur de la Ligue adriatique en 2003